# Syzrań
Syzrań (ros. Сызрань) – miasto w zachodniej części Rosji, w obwodzie samarskim, port nad Wołgą u ujścia Syzrani do Zbiornika Saratowskiego.
Założony w 1683 jako twierdza, w 1796 przekształcony w miasto guberni symbirskiej. Około 167 tys. mieszkańców w 2020 roku.
W mieście rozwinął się przemysł maszynowy, chemiczny oraz rafineryjny.

## Wojsko
W mieście stacjonuje dowództwo i sztab 9 Samodzielnej Brygady Kolejowej.

## Galeria

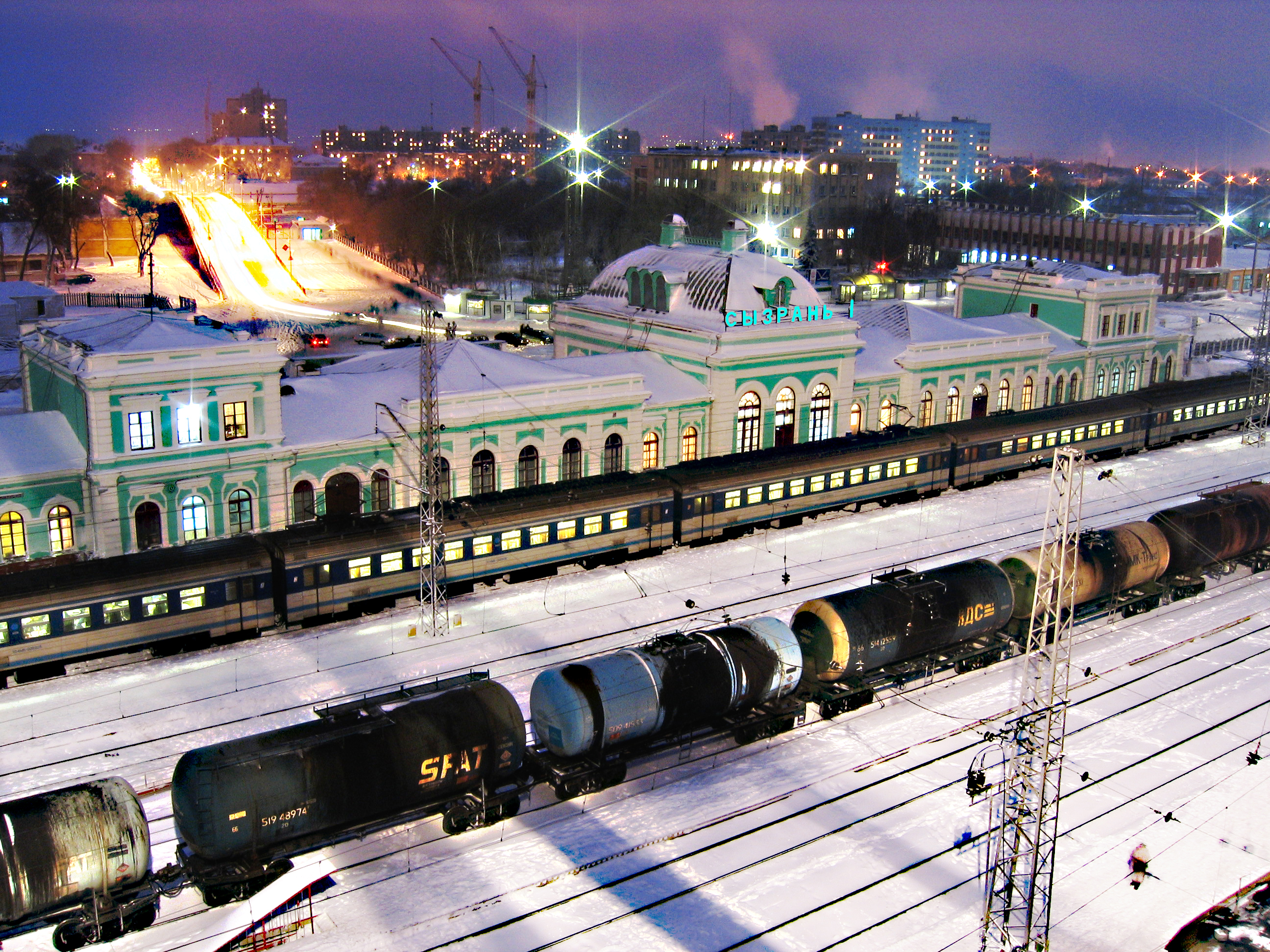
Stacja kolejowa Syzrań 1
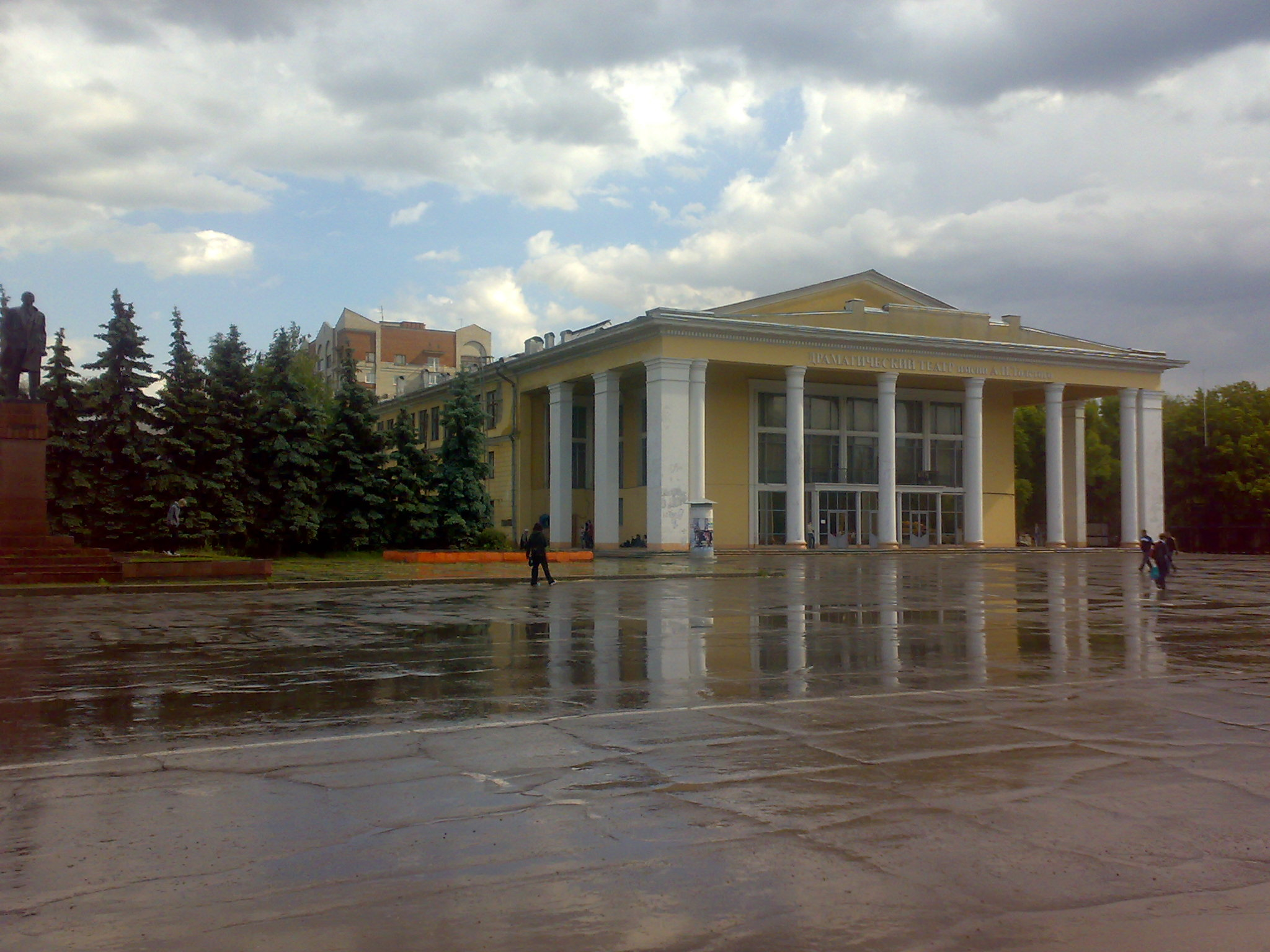
Teatr im. Tołskiego
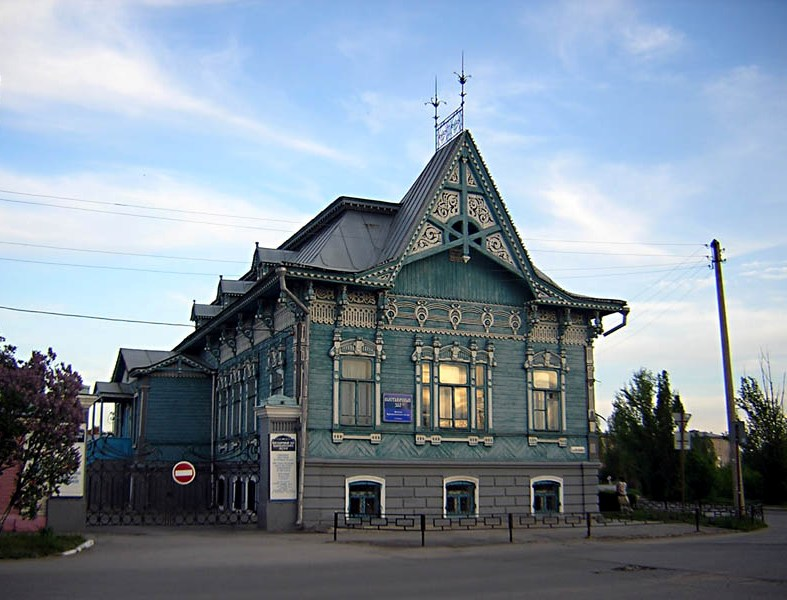
Zabytkowy drewniany dom
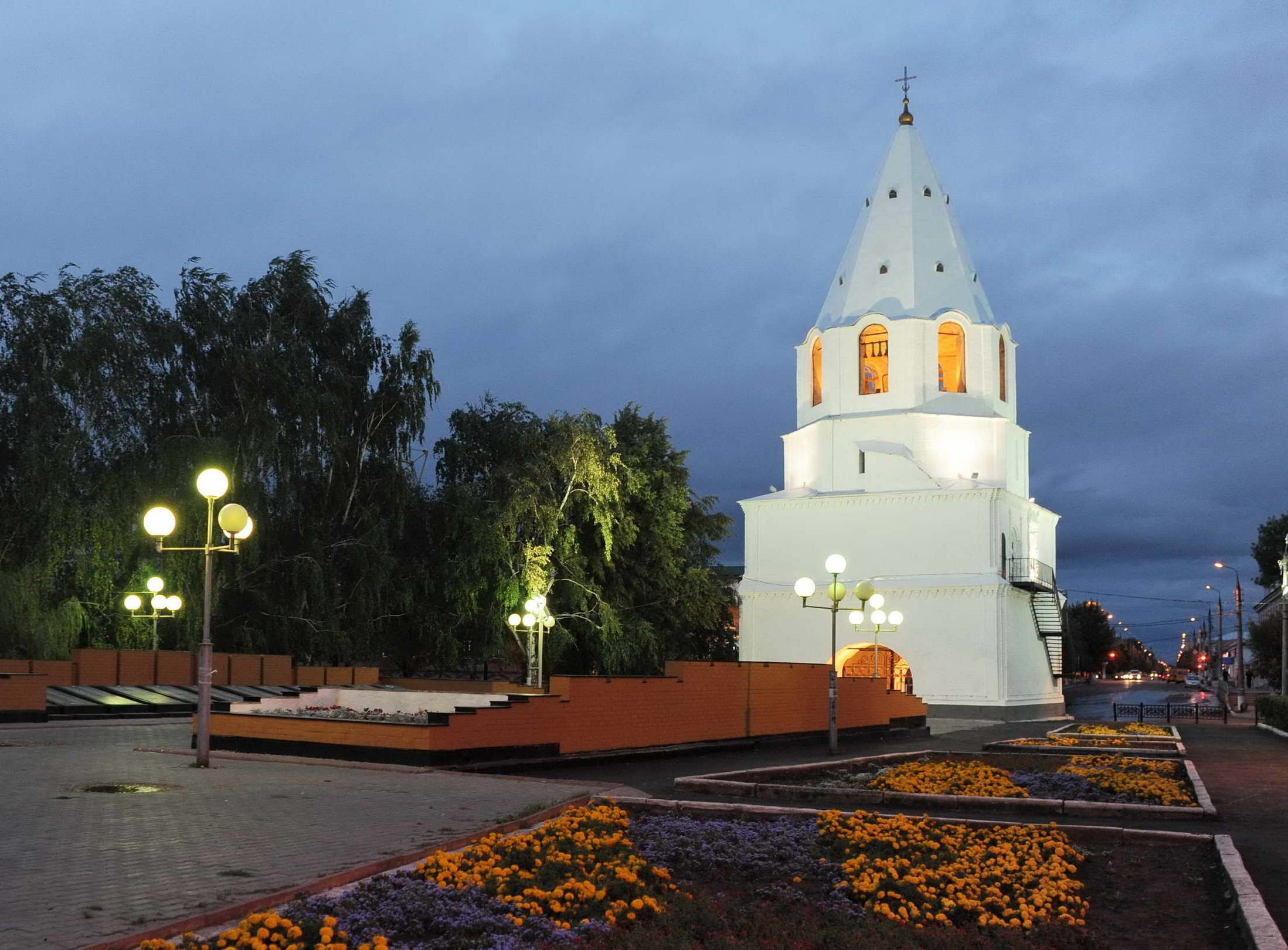
Baszta kremla
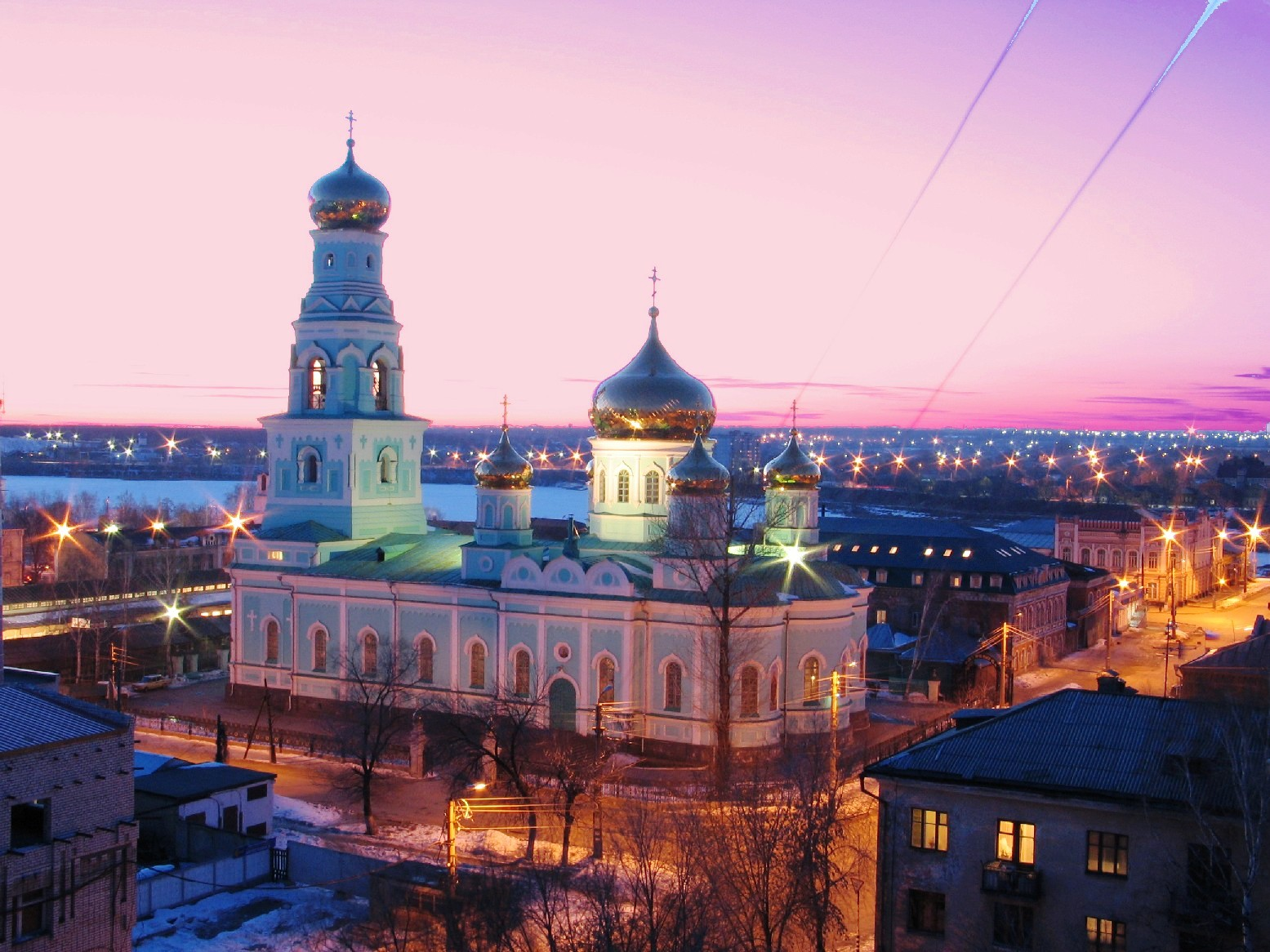
Sobór Kazańskiej Ikony Matki Bożej